# Örslösa församling
Örslösa församling är en församling i Kålland-Kinne kontrakt i Skara stift. Församlingen ligger i Lidköpings kommun i Västra Götalands län och ingår i Södra Kållands pastorat. 

## Administrativ historik
Församlingen har medeltida ursprung. 
Församlingen var till 1962 moderförsamling i pastoratet Örslösa, Väla och Gillstad som från omkring 1300 även omfattade Söne församling. Från 1962 till 2006 var församlingen moderförsamling i pastoratet Örslösa, Söne, Väla, Gillstad, Tådene, Lavad, Norra Kedum och Tranum. Församlingen införlivade 2006 Karaby, Tuns, Friels, Lavads, Gillstads, Tranums, Tådene, Norra Kedums, Väla och Söne församlingar. Den utgjorde därefter till 2014 ett eget pastorat. Från 2014 ingår församlingen i Södra Kållands pastorat.

## Organister
| Period    | Namn                  | Levnadstid | Övrigt   |
| --------- | --------------------- | ---------- | -------- |
| 1814-1821 | Lars Gustav Fordelius | 1746-1821  | Organist |
| 1822-1879 | Jakob Öberg           | 1795-1887  | Organist |

## Kyrkor
- Friels kyrka
- Gillstads kyrka
- Karaby kyrka
- Lavads kyrka
- Norra Kedums kyrka
- Söne kyrka
- Tranums kyrka
- Tuns kyrka
- Tådene gamla kyrka
- Tådene kyrka
- Väla kyrka
- Örslösa kyrka